# Saint-Laurent-des-Autels
Saint-Laurent-des-Autels är en kommun i departementet Maine-et-Loire i regionen Pays de la Loire i nordvästra Frankrike. Kommunen ligger i kantonen Champtoceaux som tillhör arrondissementet Cholet. År 2018 hade Saint-Laurent-des-Autels 2 273 invånare.

## Befolkningsutveckling
Antalet invånare i kommunen Saint-Laurent-des-Autels
| Referens: INSEE |